# Franklin Standard
Franklin Standard Johnson, né le 8 juin 1949 à La Havane et mort le 7 octobre 2021, est un ancien joueur cubain de basket-ball. 

## Palmarès
- 3e des Jeux olympiques 1972